# Creditanstalt
Creditanstalt, der blev grundlagt i 1855 med forbindelser til den østrig-ungarske adel og bankierfamilien Rothschild, var verdens første investeringsbank.
Banken var katalysator for mange af de vigtigste infrastrukturprojekter, der blev gennemført i habsburgernes sidste regeringsår i Østrig-Ungarn. I årerne efter Første Verdenskrig blev banken involveret i en voldsom spekulation, og fremstod umiddelbart som meget succesrig.
Selv efter krakket på Wall Street i 1929 forsøgte banken at bevare facaden, men det økonomiske tilbageslag der fulgte
gjorde banken de facto insolvent, og da boblen sprang den 11. marts 1931 sendte det chokbølger gennem verdens finansielle system.
| Østrig | Spire Denne artikel om et firma eller en virksomhed i Østrig er en spire som bør udbygges. Du er velkommen til at hjælpe Wikipedia ved at udvide den. |